# キレナイカ首長国

キレナイカ首長国
إمارة برقة (アラビア語)

国歌: النشيد الوطني لإمارة برقة（アラビア語）
キレナイカ首長国の国歌
リビアにおけるキレナイカの位置（灰色）

キレナイカ首長国（キレナイカしゅちょうこく、アラビア語: إمارة برقة）は、1949年3月1日にサイイド・イドリースがイギリスの支援を受け、キレナイカをサヌーシー教団の独立した首長国として一方的に宣言したことにより誕生した。イドリースはベンガジで開かれた「国民会議」で自らをキレナイカ首長と宣言した。イギリスによる承認は国連の出方に影響を与えることができず、イギリスとフランスは1949年11月21日の決議でリビアの独立を準備するよう指示された。1951年12月24日にリビア王国の独立が宣言され、12月27日にイドリースはイドリース1世として即位した。
1947年に首長に就任したイドリースが採用したのは、白い星と三日月のシンボルが入った黒い旗である。この旗は1951年のリビアの国旗の基礎となり、トリポリタニアとフェザーンをそれぞれ表す赤と緑のストライプが加えられた。リビア国王となったイドリース1世は、首長国の旗を個人的な王室旗として使用し、上部ヘイストに白い王冠を追加した。
2012年3月6日、63年前の出来事と同じように、ベンガジでキレナイカの自治と連邦制の拡大を求める同様の会合が開かれた。国王イドリース1世の親戚であるアハメド・アル・サヌーシーが、自称キレナイカ暫定評議会のリーダーとして発表された。